# Clifford - Den Store Røde Hund
Clifford - Den Store Røde Hund (originaltitel: Clifford the Big Red Dog) er en tegneserie, som blev sendt på PBS Kids fra 2000 til 2003.

## Danske stemmer[1]
- Rasmus Krogsgaard som Clifford
- Estrid Ebba Böttiger som Cleo